# Matilda Mother
A Pink Floyd Matilda Mother című dala 1967. augusztus 5-én jelent meg a zenekar The Piper at the Gates of Dawn című bemutatkozó albumán. A dalt Syd Barrett írta, a szöveg egy tündérmese történéseit mutatja be. Az ihletet Hilaire Belloc Cautionary Tales című műve adta. Az album többi dalával ellentétben ennek legnagyobb részét Richard Wright énekli, Barrett csak az utolsó szakasznál csatlakozik. Ez volt az album egyik leghamarabb elkészült dala, mivel kislemezen is meg akarták jelentetni.
A dal egy szokatlan bevezetővel kezdődik, amit orgonán és basszusgitáron játszottak. Ebben Roger Waters a G-húron a 16. érintőnél B-t játszik, a D-húron pedig D helyett fiszt. A legtöbb popzenei felvétellel ellentétben Barrett gitárján alig játszik akkordokat, de ami még meglepőbb, az Wright orgonaszólója, amit F-fríg dominánsban játszik (ez a hangnem nem jellemző a nyugati zenére), melynek hatodik hangja nem szűkített. A dal végén egy E-mixolíd alapú keringődallam hallható Barrett és Wright énekével.

## Koncerteken előadott változatok és feldolgozások
- Koncerteken eleinte Belloc szövegét használták, de miután a kiadó nem adott erre engedélyt, Barrett saját szöveget írt a dalhoz.[1]
- Élő fellépéseken a dal közepén hallható hangszeres rész akár 10-15 percig is tarthatott.[2]

## Közreműködők
- Syd Barrett – ének, gitár
- Richard Wright – ének, orgona
- Roger Waters – basszusgitár
- Nick Mason – dob, ütőhangszerek
- Peter Brown – hangmérnök
- Norman Smith – producer